# Konfederační pohár FIFA 1999
Konfederační pohár FIFA 1999 byl 4. ročníkem Konfederačního poháru FIFA. Konal se v Mexiku od 24. července do 4. srpna 1999. Vítězem se stala reprezentace Mexika.

## Stadiony
| Ciudad de México  | Guadalajara      |
| ----------------- | ---------------- |
| Aztécký stadion   | Estadio Jalisco  |
| Kapacita: 115 000 | Kapacita: 66 700 |
|                   |                  |

## Kvalifikované týmy
- Mexiko (hostitel a vítěz Zlatého poháru CONCACAF 1998)
- Brazílie (vítěz Copa América 1997 a finalista MS 1998)
- Bolívie (finalista Copa América 1997)
- Egypt (vítěz Afrického poháru národů 1998)
- Německo (vítěz EURO 96)
- Nový Zéland (vítěz Oceánského poháru národů 1998)
- Saúdská Arábie (vítěz Mistrovství Asie ve fotbale 1996)
- USA (finalista Zlatého poháru CONCACAF 1998)

Pozn.  Francie (vítěz Mistrovství světa ve fotbale 1998), se vzdala účasti.

## Základní skupiny

### Základní skupina A
| Poř. | Tým            | Z | V | R | P | VG | OG | B |
| ---- | -------------- | - | - | - | - | -- | -- | - |
| 1.   | Mexiko         | 3 | 2 | 1 | 0 | 8  | 3  | 7 |
| 2.   | Saúdská Arábie | 3 | 1 | 1 | 1 | 6  | 6  | 4 |
| 3.   | Bolívie        | 3 | 0 | 2 | 1 | 2  | 3  | 2 |
| 4.   | Egypt          | 3 | 0 | 2 | 1 | 5  | 9  | 2 |

| 25. července 1999 12:00  |          |                     |                                                                         |
| Bolívie                  | 2 – 2    | Egypt               | Aztécký stadion, Ciudad de México diváci: 85 000 rozhodčí: Anders Frisk |
| Gutiérrez 21' Ribera 40' | (Report) | 8' Sabry 63' Radwan | Aztécký stadion, Ciudad de México diváci: 85 000 rozhodčí: Anders Frisk |

| 25. července 1999 15:30               |          |                      |                                                                       |
| Mexiko                                | 5 – 1    | Saúdská Arábie       | Aztécký stadion, Ciudad de México diváci: 85 000 rozhodčí: Óscar Ruiz |
| Blanco 12', 19', 68', 77' Abundis 21' | (Report) | 62' (pen.) Al-Temyat | Aztécký stadion, Ciudad de México diváci: 85 000 rozhodčí: Óscar Ruiz |

| 27. července 1999 18:00 |          |         |                                                                       |
| Saúdská Arábie          | 0 − 0    | Bolívie | Aztécký stadion, Ciudad de México diváci: 65 000 rozhodčí: Brian Hall |
|                         | (Report) |         | Aztécký stadion, Ciudad de México diváci: 65 000 rozhodčí: Brian Hall |

| 27. července 1999 20:30 |          |                        |                                                                          |
| Mexiko                  | 2 − 2    | Egypt                  | Aztécký stadion, Ciudad de México diváci: 65 000 rozhodčí: Kim Young-Joo |
| Pardo 15' Abundis 26'   | (Report) | 79' Hassan 85' Ibrahim | Aztécký stadion, Ciudad de México diváci: 65 000 rozhodčí: Kim Young-Joo |

| 29. července 1999 20:45 |          |                                             |                                                                          |
| Egypt                   | 1 − 5    | Saúdská Arábie                              | Aztécký stadion, Ciudad de México diváci: 15 000 rozhodčí: Ubaldo Aquino |
| S. Ibrahim 70' (pen.)   | (Report) | 8', 34', 78', 85' Al-Otaibi 64' Al-Shahrani | Aztécký stadion, Ciudad de México diváci: 15 000 rozhodčí: Ubaldo Aquino |

| 29. července 1999 20:30 |          |         |                                                                       |
| Mexiko                  | 1 − 0    | Bolívie | Aztécký stadion, Ciudad de México diváci: 55 000 rozhodčí: Oscar Ruíz |
| Palencia 52'            | (Report) |         | Aztécký stadion, Ciudad de México diváci: 55 000 rozhodčí: Oscar Ruíz |

### Základní skupina B
| Poř. | Tým         | Z | V | R | P | VG | OG | B |
| ---- | ----------- | - | - | - | - | -- | -- | - |
| 1.   | Brazílie    | 3 | 3 | 0 | 0 | 7  | 0  | 9 |
| 2.   | USA         | 3 | 2 | 0 | 1 | 4  | 2  | 6 |
| 3.   | Německo     | 3 | 1 | 0 | 2 | 2  | 6  | 3 |
| 4.   | Nový Zéland | 3 | 0 | 0 | 3 | 1  | 6  | 0 |

| 24. července 1999 12:00                            |          |         |                                                                       |
| Brazílie                                           | 4 − 0    | Německo | Estadio Jalisco, Guadalajara diváci: 60 000 rozhodčí: Gilberto Alcala |
| Zé Roberto 62' Ronaldinho 72' (pen.) Alex 86', 87' | (Report) |         | Estadio Jalisco, Guadalajara diváci: 60 000 rozhodčí: Gilberto Alcala |

| 24. července 1999 14:30 |          |                          |                                                                     |
| Nový Zéland             | 1 − 2    | USA                      | Estadio Jalisco, Guadalajara diváci: 60 000 rozhodčí: Ubaldo Aquino |
| Zoricich 90+3'          | (Report) | 25' McBride 58' Kirovski | Estadio Jalisco, Guadalajara diváci: 60 000 rozhodčí: Ubaldo Aquino |

| 28. července 1999 18:00 |          |             |                                                                    |
| Německo                 | 2 − 0    | Nový Zéland | Estadio Jalisco, Guadalajara diváci: 42 000 rozhodčí: Coffi Codjia |
| Preetz 6' Matthäus 33'  | (Report) |             | Estadio Jalisco, Guadalajara diváci: 42 000 rozhodčí: Coffi Codjia |

| 28. července 1999 20:30 |          |     |                                                                    |
| Brazílie                | 1 − 0    | USA | Estadio Jalisco, Guadalajara diváci: 54 000 rozhodčí: Anders Frisk |
| Ronaldinho 13'          | (Report) |     | Estadio Jalisco, Guadalajara diváci: 54 000 rozhodčí: Anders Frisk |

| 30. července 1999 18:00 |          |         |                                                                       |
| USA                     | 2 − 0    | Německo | Estadio Jalisco, Guadalajara diváci: 53 000 rozhodčí: Gilberto Alcala |
| Olsen 23' Moore 50'     | (Report) |         | Estadio Jalisco, Guadalajara diváci: 53 000 rozhodčí: Gilberto Alcala |

| 30. července 1999 20:30 |          |                                   |                                                                     |
| Nový Zéland             | 0 − 2    | Brazílie                          | Estadio Jalisco, Guadalajara diváci: 53 000 rozhodčí: Kim Young-Joo |
|                         | (Report) | 45+2' Marcos Paulo 88' Ronaldinho | Estadio Jalisco, Guadalajara diváci: 53 000 rozhodčí: Kim Young-Joo |

## Play off

### Semifinále
| 1. srpna 1999 18:00 |            |     |                                                                          |
| Mexiko              | 1 − 0 (p.) | USA | Aztécký stadion, Ciudad de México diváci: 82 000 rozhodčí: Kim Young-Joo |
| Blanco 97'          | (Report)   |     | Aztécký stadion, Ciudad de México diváci: 82 000 rozhodčí: Kim Young-Joo |

| 1. srpen 1999 15:00                                                             |          |                    |                                                                  |
| Brazílie                                                                        | 8 − 2    | Saúdská Arábie     | Estadio Jalisco, Guadalajara diváci: 48 000 rozhodčí: Oscar Ruiz |
| João Carlos 8' Ronaldinho 11', 65', 90+2' Zé Roberto 33' Alex 36', 86' Roni 62' | (Report) | 22', 31' Al-Otaibi | Estadio Jalisco, Guadalajara diváci: 48 000 rozhodčí: Oscar Ruiz |

### Utkání o 3. místo
| 3. srpna 1999 21:00   |          |                |                                                                     |
| USA                   | 2 − 0    | Saúdská Arábie | Estadio Jalisco, Guadalajara diváci: 38 000 rozhodčí: Ubaldo Aquino |
| Bravo 27' McBride 78' | (Report) |                | Estadio Jalisco, Guadalajara diváci: 38 000 rozhodčí: Ubaldo Aquino |

### Finále
| 4. srpna 1999 21:00                    |          |                                             |                                                                          |
| Mexiko                                 | 4 − 3    | Brazílie                                    | Aztécký stadion, Ciudad de México diváci: 110 000 rozhodčí: Anders Frisk |
| Zepeda 13', 51' Abundis 28' Blanco 62' | (Report) | 43' (pen.) Serginho 47' Roni 63' Zé Roberto | Aztécký stadion, Ciudad de México diváci: 110 000 rozhodčí: Anders Frisk |

## Vítěz
| Konfederační pohár FIFA 1999 Mexiko |

## Ocenění
| Zlatý míč  | Zlatá kopačka | FIFA Fair Play       |
| ---------- | ------------- | -------------------- |
| Ronaldinho | Ronaldinho    | Brazílie Nový Zéland |

| Stříbrný míč      | Stříbrná kopačka  |
| ----------------- | ----------------- |
| Cuauhtémoc Blanco | Cuauhtémoc Blanco |
| Bronzový míč      | Bronzová kopačka  |
| Marzouq Al-Otaibi | Marzouq Al-Otaibi |

## Nejlepší střelci
6 gólů
- Cuauhtémoc Blanco
- Marzouq Al-Otaibi
- Ronaldinho

4 góly
- Alex

3 góly
- José Manuel Abundis
- Zé Roberto